# Gilmar Rinaldi
Gilmar Luís Rinaldi (* 13. Januar 1959 in Erechim, Rio Grande do Sul) ist ein ehemaliger brasilianischer Fußballspieler.

## Nationalmannschaft
1986 debütierte der Torhüter Gilmar in der brasilianischen Nationalmannschaft. Mit dieser qualifizierte er sich erfolgreich für die Weltmeisterschaft 1994 in den Vereinigten Staaten. Dort gewann die Seleção den Titel, wobei Gilmar allerdings nicht zum Einsatz kam. Stammtorhüter der brasilianischen Auswahl war Cláudio Taffarel. Gilmar bestritt insgesamt neun Länderspiele. Außerdem erreichte er mit der brasilianischen Mannschaft, in der mit Dunga auch der Kapitän der späteren Weltmeistermannschaft stand, das Finale bei den Olympischen Spielen 1984 in Los Angeles, das jedoch mit 0:2 gegen Frankreich verloren ging.

## Errungene Titel

### Mit der Nationalmannschaft
- Weltmeisterschaft 1994: Weltmeister
- Olympische Sommerspiele 1984: Silbermedaille

### Mit seinen Vereinen
- Campeonato Brasileiro: 1979 mit Internacional, 1986 mit São Paulo, 1992 mit Flamengo